# Grande synagogue de Sierpc (1858-1939)

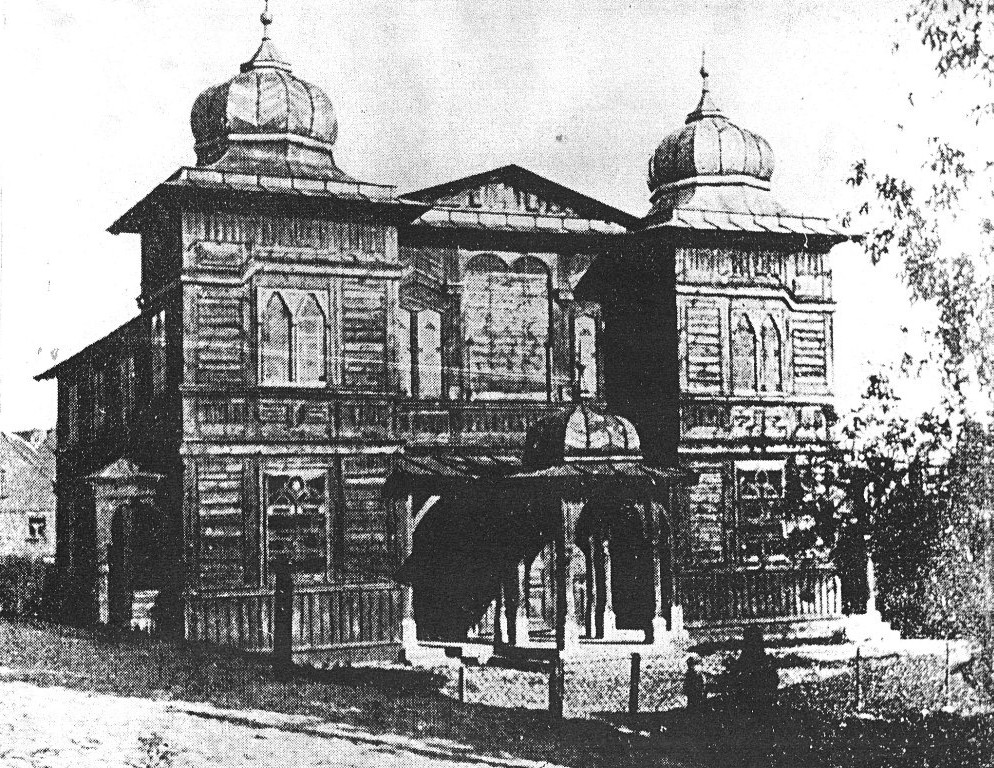
La Grande synagogue de Sierpc vers 1920

La grande synagogue de Sierpc construite vers 1858 et située à l'angle de la rue des Juifs et de la rue du 11 novembre, a été incendiée par les Allemands en 1939, dès leur entrée dans la ville lors de la Seconde Guerre mondiale.
Sierpc est une ville polonaise de la powiat de Sierpc dans la voïvodie de Mazovie, située à environ 125 kilomètres au nord-ouest de Varsovie. Elle compte actuellement un peu plus de 18 000 habitants.

## Histoire de la communauté juive de Sierpc

### DuXVIeauXIXesiècle
La première mention d'une communauté juive à Sierpc date de 1739, bien que des Juifs se sont installés bien avant cette date. Pendant la Réforme au XVIe siècle, Maciej, un barbier de Sierpc, aurait quitté la foi catholique, aurait jeûné de façon ostentatoire et aurait fait du samedi son jour de repos en se rendant à la synagogue avec les Juifs. Les chanoines du monastère local l'accusèrent d'entrainer de nombreuses personnes en dehors du christianisme.
Le XVIIe siècle voit l'introduction d'une limitation d'installation pour les Juifs qui n'ont plus le droit de vivre dans la partie de la ville appartenant au monastère. Ils s'installent donc au XVIIIe siècle sur l'autre rive de la rivière Sierpienica.
En 1739, une communauté juive existe à Sierpc. Elle est mentionnée lors d'une sentence prononcée cette année-là par le tribunal de la Couronne de Piotrków dans l'affaire du Juif Salomon de Sierpc, qui a volé de l'argenterie et le ciboire de l'église paroissiale de Jeżewo. Lors des investigations, il s'enfuit au Brandebourg. La cour ordonne à la communauté juive de Sierpc d'ériger une colonne devant la maison de l'accusé, de l'entourer d'un mur et de l'entretenir jusqu'en 1850. Une inscription en polonais et en latin inscrite sur la colonne décrit les faits.
La communauté juive habite la partie ouest de la ville nommée Czaplin. Une synagogue y existe en 1775 et à la fin du XVIIIe siècle - début du XXe, un cimetière y est installé. En 1809, le quartier juif compte 118 maisons et en 1826 ainsi qu'en 1850, 136 maisons.
En 1793, les 13 commerçants et les 22 boutiquiers habitant en ville sont tous juifs. Les Juifs sont aussi largement représentés dans certains métiers: 33 sur 35 tailleurs ainsi que 8 des 9 boulangers de la ville. En plus, les Juifs sont nombreux aussi dans le tannage, la chapellerie, la fourrure et la boucherie. Il y a aussi un fabricant de peignes, un relieur, deux vitriers, un orfèvre et quatre merciers. Le seul docteur de la ville est aussi un Juif. En 1794, 50 commerçants et boutiquiers juifs appartiennent à des guildes. Les trois chirurgiens juifs n'adhèrent à aucune guilde.
Le 9 juin 1830, un quartier juif est officiellement créé. Les Juifs vivant en dehors de ses limites ont jusqu'au 30 septembre pour s'y installer, mais en pratique leur réinstallation va durer jusqu'en octobre 1833.
Lors de l’insurrection de Novembre contre la domination russe en 1830-1831, 200 Juifs et 600 chrétiens signent le 15 mars 1831, un serment de loyauté à la Pologne et à la nation polonaise. Lors de l'insurrection de Janvier de 1863-1864, un Juif de Sierpc, Gedalia Płocki, sert comme docteur dans une des unités de partisans.

### AuXXesiècleavant la Seconde Guerre mondiale
La vie de la communauté juive de Sierpc est centrée autour du quartier juif où se trouvent trois synagogues, six maisons de prière et un mikvé. La plus grande synagogue située à l'opposé du Marché aux Poissons (aujourd'hui 11 rue Listopada), est érigée vers 1858. La communauté est dirigée entre autres par Nachum (après 1918), Joszua Herszel Dawid Goldszlak (rabbin de 1923 à 1939) et Dawid Klejman (assistant rabbin de 1923 à 1939).
En 1922, 57 entreprises juives sont enregistrées à Sierpc, principalement dans la vente de grains, de produits laitiers, de mercerie et de matériaux de construction.
En 1912, les membres du Parti national-démocrate lancent le boycott des magasins juifs. En 1929, le conseil municipal, sous la pression des partis antisémites, vote pour le déplacement des jours de marché du jeudi et vendredi au jeudi et samedi. La Legion Młodych (Légion de la jeunesse) publie un magazine bimensuel antisémite nommé Wczoraj. Dziś i Jutro (Hier, aujourd'hui et demain). De sérieux incidents antisémites ont lieu en 1935 et en 1939,,.

### Pendant la Seconde Guerre mondiale
En 1939, sur les 12 000 habitants de Sierpc, 3 500 sont juifs.
Avant l'entrée des troupes allemandes dans Sierpc, une partie de la population juive a déjà quitté la ville. Dans la nuit du 29 au 30 septembre 1939, les soldats allemands mettent le feu à la grande synagogue et imposent une amende de 70 000 złotys à la communauté juive. Le 8 novembre, le transfert des Juifs commence. Une colonne de Juifs, conduite par les officiels allemands de la ville et du district, précédée par l'orchestre des pompiers jouant de jolies mélodies, quitte la place du Marché et se dirige vers la gare. Les Juifs sont entassés dans des wagons de marchandises et transférés à Pomiechówek et de là à Nowy Dwór Mazowiecki. Le jour suivant, ils sont conduits à Jabłonna puis envoyés dans les territoires du  Gouvernement général.
Environ 500 Juifs, principalement des artisans sont restés à Sierpc. Au printemps 1940, un ghetto est créé, formé des rues Browarna, Górna et Kilińskiego. Szloma Kutner, Mendel Lis et Jakub Pukacz sont nommés à la tête du Judenrat. À la différence de la plupart des Judenrat, celui de Sierpc garde une certaine autorité sur les habitants du ghetto. En 1940, certains Juifs du ghetto sont envoyés dans différents ghettos du Gouvernement général, à Góra Kalwaria, Sokołów Podlaski, Łomazy et Varsovie. La liquidation du ghetto débute fin novembre – début décembre 1941. Le 6 janvier 1942, ses habitants sont transportés à Strzegów et de là à Auschwitz et Treblinka où abattus sur place. De petits groupes de Juifs réussissent à se cacher à Sierpc et dans les alentours, et certains parmi les hommes jeunes rejoindront les unités de partisans.
Après la guerre, seule une poignée de Juifs retourne à Sierpc, où ils forment une branche du Centralny Komitet Żydów Polskich (Comité central des Juifs polonais). Le comité de Sierpc est dirigé par Jakub Sakowicz (président) et Jakub Skórnik (secrétaire). Les membres enregistrés du comité sont au nombre de 19. La majorité de ses membres émigrent les années suivantes vers Israël ou les États-Unis.
En 1949 une conférence s'est tenue à Munich sur l'extermination des Juifs de Sierpc,.

## La grande synagogue

### Histoire de la synagogue
Aucune source historique existe quant à la date de construction de la première synagogue à Sierpc. Une synagogue en bois est construite au début du XIXe siècle et détruite par un incendie vers 1850. À sa place, en 1858, est érigée la grande synagogue ou "Wielką Synagogą", construite en bois en style éclectique sur un plan rectangulaire. Celle-ci se trouve à l'angle de la rue des Juifs (Ulica żydowska) maintenant rue Żwirki i Wigury du nom de deux célèbres aviateurs polonais, et de la rue du 11 novembre (Ulica 11 Listopada).
Le bâtiment est probablement rénové en 1895 et on y ajoute deux tours carrées reliées entre elles par un couloir, et un porche recouvert d'un dôme semblable à ceux couronnant les tours de chaque côté de la façade. En 1907, la synagogue est de nouveau rénovée. C'est à cette époque que sont réalisées les peintures polychromes à l'intérieur du bâtiment.
En 1927 ou 1928, l'électricité est installée dans la synagogue.

### Destruction de la synagogue
Dans la nuit du 29 au 30 septembre 1939, deuxième nuit de la fête juive de Souccot, les Allemands incendie la synagogue. Celle-ci va brûler pendant plusieurs heures. Selon Jakov Skurnik, déporté à Auschwitz et survivant de la marche de la mort, les Allemands ordonnent à tous les Juifs de se rassembler autour de la synagogue en feu et de s'aligner. Pour se divertir, les Allemands leur demandent de mimer la scène de l'extinction du feu avec des seaux vide passant de main en main. Quand les hommes rassemblés sont épuisés, on leur impose alors de danser autour des flammes. Après ils durent se déshabiller jusqu'à la taille et marcher à quatre pattes.
Dans certains récits de Juifs de Sierpc qui ont survécu à la Shoah], il est fait mention de l'héroïsme d'un jeune homme, dont le nom diffère selon les récits, qui pénètre par effraction dans la synagogue en feu et en retire les rouleaux de la Torah. Quand il sort du bâtiment, les Allemands lui tirent dessus et le tuent.
Elie Wiesel en fait une description légèrement différente dans son article Praising His Name in the Fire publié le 17 janvier 1988 dans le New York Times. Il raconte l'histoire d'un jeune garçon, Moshé, qui a couru dans une synagogue en feu pour en extraire la Torah. Pressant les rouleaux contre sa poitrine, il a foncé alors droit sur les fusils nazis qui le visaient. Il tomba sans laisser tomber les rouleaux sacrés et retourna ensuite à la synagogue pour brûler avec elle. Wiesel donne cette description comme exemple de Kiddush Hashem ou sanctification du nom de Dieu, qui est devenu synonyme de martyr de la foi.
Après la destruction de la synagogue, les Allemands accusent un jeune Juif de 18 ans, Tarbe, d'y avoir mis le feu et exigent le paiement par la communauté juive d'une amende de 70 000 złotys.
Le bâtiment va brûler jusqu'à ses fondations. La zone nettoyée est destinée à un verger. Ce n'est qu'après une douzaine d'années que le terrain sera utilisé pour y construire une maison résidentielle.

### Architecture de la synagogue
Le bâtiment est construit en bois selon un plan rectangulaire, avec une façade mauresque flanquée de deux tours, connue en Pologne sous le nom de façade Gliwice, dans un style architectural caractéristique des synagogues en bois de Pologne. Les tours carrées, en légère avancée par rapport à la partie centrale de la façade, datent de 1895 et sont couronnées d'un dôme en forme d'oignon. Elles renferment les escaliers menant aux galeries du premier étage réservées aux femmes, qui couraient le long des murs latéraux de la salle de prière. Les galeries ont certainement été rajoutées lors de la rénovation de la synagogue.
Un couloir couvert relie les deux tours. En dessous de ce couloir, se trouve le porche d'entrée recouvert d'un toit soutenu par des colonnes et surmonté d'un petit dôme rappel de ceux situés sur les deux tours. Le corps principal est recouvert d'un toit de plaques métalliques, à deux pentes de faible inclinaison, supporté de part et d'autre par un pignon triangulaire. Les murs, les tours ainsi que l'ensemble du porche ont été construits en bois.
Les murs extérieurs de la synagogue sont revêtus de motifs variés attirant l'attention des passants. L'entrée principale est gardée par deux sculptures de lion qui, selon la tradition, gardent les rouleaux de la Torah situés à l'intérieur de la synagogue.
L'espace intérieur est divisé en trois parties par les deux rangées de colonnes supportant les galeries des femmes. Deux rangées de fenêtres carrées et rectangulaires, équipées de vitraux colorés apportent un éclairage naturel à la synagogue.
Au centre de la synagogue, se tient la bimah en bois sculpté, et derrière l'Arche Sainte où sont entreposées les rouleaux de Torah. Les peintures polychromes sont réalisées 1907 par un artiste de Plock du nom de Strzałko lors de la rénovation de la synagogue. Sur le mur Est, de part et d'autre de l'Arche Sainte, ont été représentées des scènes champêtres évoquant d'un côté l'hiver et de l'autre l'été. Les murs latéraux sont couverts de peintures d'instruments de musique, avec au-dessus, un ciel étoilé avec les hôtes célestes.
L'éclairage électrique de la synagogue ne sera installé que dans les années 1927-1928.